# 39-я отдельная гвардейская мотострелковая бригада
39-я отдельная гвардейская мотострелковая Краснознамённая бригада (39 омсбр, в/ч 35390) — тактическое соединение Сухопутных войск Российской Федерации в Восточном военном округе.
Бригада входит в состав 68-го армейского корпуса Восточного военного округа. Части бригады располагаются рядом с Южно-Сахалинском в Аниве, Хомутово, Охотском и Дачном..
В бригаде имеется помощник командира по работе с верующими военнослужащими.

## История
39-я отдельная гвардейская мотострелковая Краснознамённая бригада является правопреемницей и наследует награды 33-й мотострелковой Краснознамённой дивизии, сформированной в 1944 году как 342-я стрелковая дивизия.
22 ноября 1944 года в окрестностях Благовещенска была сформирована 342-я стрелковая дивизия (2-го формирования) 2-й Краснознамённой армии Дальневосточного фронта на базе 258-й и 259-й отдельных стрелковых бригад. В июле 1945 года 342-я сд включена в 87-й стрелковый корпус, находившийся в районе города Лесозаводск, Приморского края в резерве Дальневосточного фронта. Окончание войны 342-я сд встретила на 100-километровом марше от Холмска до Корсакова. После войны подразделения дивизии разместились в пунктах постоянной дислокации на Сахалине.
После войны номер дивизии сменился на 56.
17 мая 1957 года 56-я стрелковая дивизия переформирована в 56-ю мотострелковую дивизию. С 17 ноября 1964 года — 33-я мотострелковая дивизия.
1 июня 2009 года дивизия была переформирована в бригаду. В апреле 2014 года бригада вошла в состав вновь сформированного 68-го армейского корпуса.
В 2022 году бригада принимает участие в войне против Украины на херсонском направлении.
Указом президента Российской Федерации от 08 июля 2023 № 504 бригаде присвоено почётное наименование «гвардейская» за «массовый героизм и отвагу, стойкость и мужество проявленные личным составом бригады в боевых действиях по защите Отечества и государственных интересов в условиях вооружённых конфликтов».

## Состав
В 1988 году 33-я мотострелковая дивизия имела следующий состав:
- 377-й мотострелковый полк (Долинск)
- 389-й мотострелковый полк (Дачное)
- 465-й мотострелковый полк (Анива)
- 989-й артиллерийский полк (Дачное)
- 1108-й зенитный ракетный полк (Долинск)
- 97-й отдельный танковый батальон (Хомутово)
- 88-й отдельный ракетный дивизион (Лиственичное)
- 785-й отдельный разведывательный батальон (Южно-Сахалинск)
- 162-й инженерно-сапёрный батальон (Лиственичное)
- 419-й отдельный батальон связи (Хомутово)
- 145-й отдельный батальон РХБЗ (Южно-Сахалинск)
- 163-й отдельный ремонтно-восстановительный батальон (Хомутово)
- 236-й отдельный медицинский батальон (Анива)
- 1488-й отдельный батальон материального обеспечения (Южно-Сахалинск)

По состоянию на 2021 год в 39-й отдельной мотострелковой бригады имеются:
- управление
- 1-й мотострелковый батальон;
- 2-й мотострелковый батальон;
- 3-й мотострелковый батальон;
- танковый батальон;
- группа артиллерии
  - 1-й гаубичный самоходный артиллерийский дивизион;
  - 2-й гаубичный самоходный артиллерийский дивизион;
  - реактивный артиллерийский дивизион;
  - батарея управления и артиллерийской разведки (начальника артиллерии);
- группа ПВО
  - зенитный ракетный дивизион (8 ед. С-300В);
  - зенитный ракетно-артиллерийский дивизион;
  - взвод управления и радиолокационной разведки (начальника противовоздушной обороны);
- разведывательный батальон;
- инженерно-сапёрный батальон;
- батальон управления (связи);
- стрелковая рота (снайперов);
- рота БЛА;
- рота РХБЗ;
- рота РЭБ;
- взвод управления (начальника разведывательного отделения);
- ремонтная рота;
- батальон материального обеспечения;
- комендантская рота;
- медицинская рота;
- взвод военной полиции;
- взвод инструкторов;
- взвод тренажеров;
- полигон;
- оркестр.

## Командиры
- 2011—2013 — полковник Рыжков, Сергей Борисович[11]
- 2013—2016 — полковник, с 11 июня 2015 года генерал-майор Дзейтов Руслан Мусаевич[3].[12],
- 2016—2017 — полковник Шевченко Геннадий Вильямович,
- 2017—2020 — полковник Юсупов Рустам Авудович.
- 2020 — 2023 — полковник Малинин Александр Александрович.
- 2024 - н.в полковник Полюляк Д.

## Вторжение России на Украину
22 апреля 2022 погибли контрактники воинской части 35390:
- комвзвода капитан Александр Григорьевич Сенокосов,
- комвзвода старший лейтенант Евгений Викторович Кушевский,
- командир отделения сержант Иван Иванович Иванов[13].

17 января 2023 года во время выполнения боевой задачи на территории Украины, ЛНР и ДНР в районе населённого пункта Степное Донецкой области погиб мобилизованный воинской части 35390:
- младший сержант - Степуленко Михаил Петрович.